# Théâtre de Tarascon
Le Théâtre de Tarascon est un théâtre à l'italienne situé dans la commune de Tarascon, dans le département des Bouches-du-Rhône, dans la région Provence-Alpes-Côte d'Azur.

## Histoire
Le bâtiment abritant le Théâtre est d'origine religieuse. Les frères prêcheurs dominicains quittent l'île de Jarnègues pour s'installer dans le quartier Saint-Nicolas de Tarascon vers 1333, où ils édifient une chapelle dédiée à Saint-Jean-Baptiste. Cette chapelle est par la suite reconstruite sous la forme d'une église gothique, consacrée en 1499. Elle devient bien national pendant la Révolution française puis magasin à foin sous la Première République. Par une ordonnance du 10 août 1825, le Roi Charles X approuve l'achat de cette église et des terrains attenants aux dominicains par le conseil municipal de Tarascon pour en faire une salle de spectacle. Les travaux débutent en 1826 et la salle ouvre ses portent en 1828. Cependant un incendie ravage complètement le bâtiment dans la nuit 16 avril 1884. Le conseil municipal décide alors de rénover le bâtiment pour en faire un théâtre à l'italienne et fait appel à Joseph Marius Letz, architecte en chef du département des Bouches-du-Rhône et collaborateur de Charles Garnier, concepteur de l'opéra du même nom. L'entrepreneur Auguste Tissier et la maison Apy-Portal participent également à la reconstruction, notamment en ce qui concerne pour cette dernière les peintures, vitreries, décors, et machineries de scène. Le travaux débutent en 1887 et le nouveau théâtre, avec une nouvelle façade et une scène plus grande et plus profonde, est inauguré avec une représentation du Barbier de Séville de Gioachino Rossini en 1888. En 1898 la façade est ornée d'un fronton réalisé par Jean-Barnabé Amy, sculpteur de Tarascon.
Face à des dégradations inquiétantes du bâtiment, le théâtre est fermé en 1963. Il est inscrit au titre des monuments historiques par arrêté en date du 11 mars 1980. Après une étude en 1979, des travaux de sauvegarde sont lancés en 1985 et le théâtre rouvre le 7 janvier 1989. 
De 2019 à 2023, le théâtre fait l'objet d'une large restauration et réhabilitation dirigé par la Direction régionale des Affaires culturelles de Provence-Alpes-Côte d'Azur.
La commune de Tarascon demeure propriétaire du Théâtre et en assure directement la direction, sans avoir recours à une délégation de service public.

## Salle
La salle, d'architecture dite à l'italienne compte actuellement 360 places dont 156 à l'orchestre, 102 au premier balcon (dont quatre loges de quatre places chacune), 60 au deuxième balcon et 42 au troisième balcon.
Au-dessus du rideau rouge est inscrite la phrase en latin de Virgile « Deus nobis haec otia fecit » « Un dieu a fait pour nous ces loisirs ».

## Galerie
|                              |
| Fronton par Jean-Barnabé Amy |

|                                     |
| Place devant le Théâtre de Tarascon |

|                                                                                                |
| La phrase de Virgile « Deus nobis haec otia fecit » (« Un dieu a fait pour nous ces loisirs ») |

|                                        |
| L'orchestre, à l'intérieur de la salle |

|                                              |
| Les premiers et deuxième balcons de la salle |

|                                                                 |
| Blason de la commune de Tarascon sur la balustrade de la façade |